# 立葵 (AV女優)
立葵（たちあおい、1995年7月8日 - ）は、日本のストリッパー、元AV女優。フリーランス。元の名は大谷 翔子（おおたに しょうこ）。

## 略歴
2019年6月20日にSODクリエイトからAVデビュー。2021年10月21日から新宿ニューアートにてストリップデビュー。
2022年9月5日、Twitterにて所属していたオールプロ退所を報告。踊り子などは立葵（たちあおい）の芸名で継続する。
AVからは完全に引退しており、立葵に改名後の新作は大谷翔子時代に撮られたもの。そのためすべて大谷翔子名義である。

## 人物
ウルトラマンシリーズ、キングダムハーツシリーズ好きを公言している。最近はポケモンのゲームをよく行う様子がTwitterで見られる。所謂オタク。自称懐古厨。
日本、台湾、中華人民共和国のミックス。父親が台湾と中華人民共和国のハーフ、母親が日本人。
蓮実クレアや倉木しおり、マインズの長身AV女優吉良薫、LIGHTの岩沢香代、アロハプロモーションの椎名ほのかと交友関係があり、プライベートでもよく遊ぶ仲。
好きな食べ物は生肉、生魚、生野菜。本人曰く｢火を通さないで食べられるものはそのまま食べたい｣。
ジャン=ポール･エヴァンのチョコレートと｢ヒトツブカンロ限定のグミッツェル｣が好き。スイーツの中では特に和菓子、サツマイモ系やカボチャ系、抹茶系のもので甘ったるくないものが好き。
嫌いな食べ物はチーズやホイップクリーム等の乳製品(乳糖不耐症)、ゴーヤ、人参、キャベツの芯、肉の脂身、甘ったるいもの、油っこいもの。
180cmの高身長だが運動神経が悪く、スポーツの経験はほとんどない(中学生の頃、一瞬だけバレーボール部にいた)。そのこともあってか、ジャンルは何であれ、ダンスができる人を無条件に尊敬しているらしい。
また、髪型や服装により男性に間違われたことがあり、声の低さと長身をコンプレックスに思っている。
某野球選手をもじられた名前だが、高身長を理由につけられたらしく、それに対するいじりを本人はあまり快く思っていない(2022年現在は名前を変えている)。
絵を描くのが得意で、公式ツイッターにたまに載せている。
カラオケが好き。
得意料理は餃子。
植物や動物など生物はだいたい好きだが虫は苦手。
アミューズメントカジノバーでディーラーもしている。

## 出演作品

### アダルトDVD
2019年
- 身長180cm 新人 大谷翔子 AV debut（6月20日、SODクリエイト）
- ぶっかけ!OLスーツ倶楽部 14 〜逆セクハラオフィスで働く長身OLのタイトスーツと爽やかボーダーもてスカート〜（9月7日、下半身タイガース）
- スレンダー美女はSEXがお好き（12月13日、S-Cute）
- 身長差レズビアン ミニマム女子は高身長美人がお好き?!（12月19日、レズれ!）
- アルティメットガリバープレイ 〜高身長の痴女vs低身長のM男〜（12月25日、SEX Agent）

2020年
- バレーボール選手専門 高身長アスリートばかりを狙うストレッチ施術院（1月1日、変態紳士倶楽部）
- サービス最悪の出張女子エステティシャンを身動き取れない悶絶追撃アクメ鑑賞 イっても止めない固定電マで何度も痙攣失禁させ拘束フェラさせた件。（1月1日、変態紳士倶楽部）
- 180cm 高身長tallヒロイン 美聖女戦士セーラーフレイア（1月10日、GIGA）
- 艶めかしきランジェリー姿で濃密なフェラチオ（1月25日、SEX Agent）
- オナホフェラ 2 オナホま●こと口ま●このダブル快楽天国!（2月1日、OFFICE K'S）
- 高身長痴女のチビ男イジメ 大谷翔子（2月7日、犬）
- 巨大ヒロイン(R) ハイパーアニー（4月24日、GIGA）
- 乳首舐めの達人による巧みな連続射精テクニック（4月25日、SEX Agent）
- 180cm 高身長ダークヒロイン ヒーロー陥落 魔炎姫デビルフレイア（5月22日、GIGA）
- 女体拷問研究所III JUDAS FINAL STAGE Story-2 残虐の淵源に悩乱する悲劇の女 超高層淫極ボディー恐慌大炎上（5月25日、Baby Entertainment）
- 180cm! 高身長痴女のオシッコ虐め（6月11日、レイディックス）
- 高身長180cmに成長した連れ娘は母に内緒で父弟に締りのイイ快楽穴をズブリと挿され犯された（6月11日、ヒビノ）
- 女体侵食残虐エイリアンII 電流性感暴虐＆乳首クリ同時責め&秘奥超絶ピストン!! 全身装着残酷装置に暴れ狂う女たちの連続昇天処刑記録（6月13日、Baby Entertainment）

2021年
- レズグルイ 賭けられるのは現金か女の身体…。（3月7日、ビビアン）[6]

2022年
- 本能の赴くままに上から責めていく依存系痴女（12月13日。BALTAN）

### VR
2019年
- 身長180cm 高身長レースクィーン（8月23日、KMPVR）
- 女体化VR（9月4日、KMPVR）
- 超密着!! 同窓会終わりで終電無くしてボクの家に押し掛けてきた大学時代の友人たち!!盛り上がって欲求不満で我慢の出来なくなった1人がこっそり布団の中でスローSEX!!その様子を見ていたもう1人も参加してきてそのまま2人同時にSEX!!（9月25日、KMPVR）
- 競泳水着VR（10月16日、KMPVR）
- 腋VR（10月17日、KMPVR）
- お尻楽園（10月18日、KMPVR）
- デカっ! 身長180cmの美女をイカせまくり性交【生ハメ】責めまくる敏感巨大ボディと巨体をビクビク痙攣させイク立ち手マンと超・覆いかぶさり正常位とバックと包み込まれる覆いかぶさり騎乗位と女に抱かれる密着対面座位【中出し】（10月24日、アリスJAPAN）
- 射精コントロール! オナ指示痴女（4月17日、CASANOVA）
- 広報部長のあなたを大胆誘惑! 高身長180cmの美人キャンペーンガールと禁断の枕営業セックス!（6月5日、CASANOVA）

### アダルトサイト
「S-Cute」
- #739 Shoko（2020年1月3日）

「FC2」
- ●販売終了●（ガチ）個人撮影 身長180cm カリスマ男装レイヤー 活動の裏でカメコにハメられ♀になる 種付け（流出スマホデータ）（2020年1月15日、超時空夢幻カメコ）
- 【素人個撮】身長180cm カリスマ男装女子レイヤー 密室ホテルで個人撮影SEX。ポルチオ突かれて♀堕ち。悔しいけど感じ喘ぎ果てる姿が最高にエロい！もちろん生中出し【通常版】（2020年1月21日、超時空夢幻カメコ）